# Тоболовське сільське поселення
Тобо́ловське сільське поселення (рос. Тоболовское сельское поселение) — муніципальне утворення у складі Ішимського району Тюменської області, Росія.
Адміністративний центр — село Тоболово.

## Населення
Населення — 1448 осіб (2020; 1495 у 2018, 1682 у 2010, 1982 у 2002).

## Склад
До складу поселення входять такі населені пункти:
| Населений пункт     | Населення, осіб (2002) | Населення, осіб (2010) |
| ------------------- | ---------------------- | ---------------------- |
| Зав'ялово, присілок | 240                    | 203                    |
| Кукарцева, присілок | 234                    | 170                    |
| Опеновка, присілок  | 227                    | 196                    |
| Роз'їзд №36, село   | 28                     | 21                     |
| Тоболово, село      | 1253                   | 1092                   |